# 荷勞

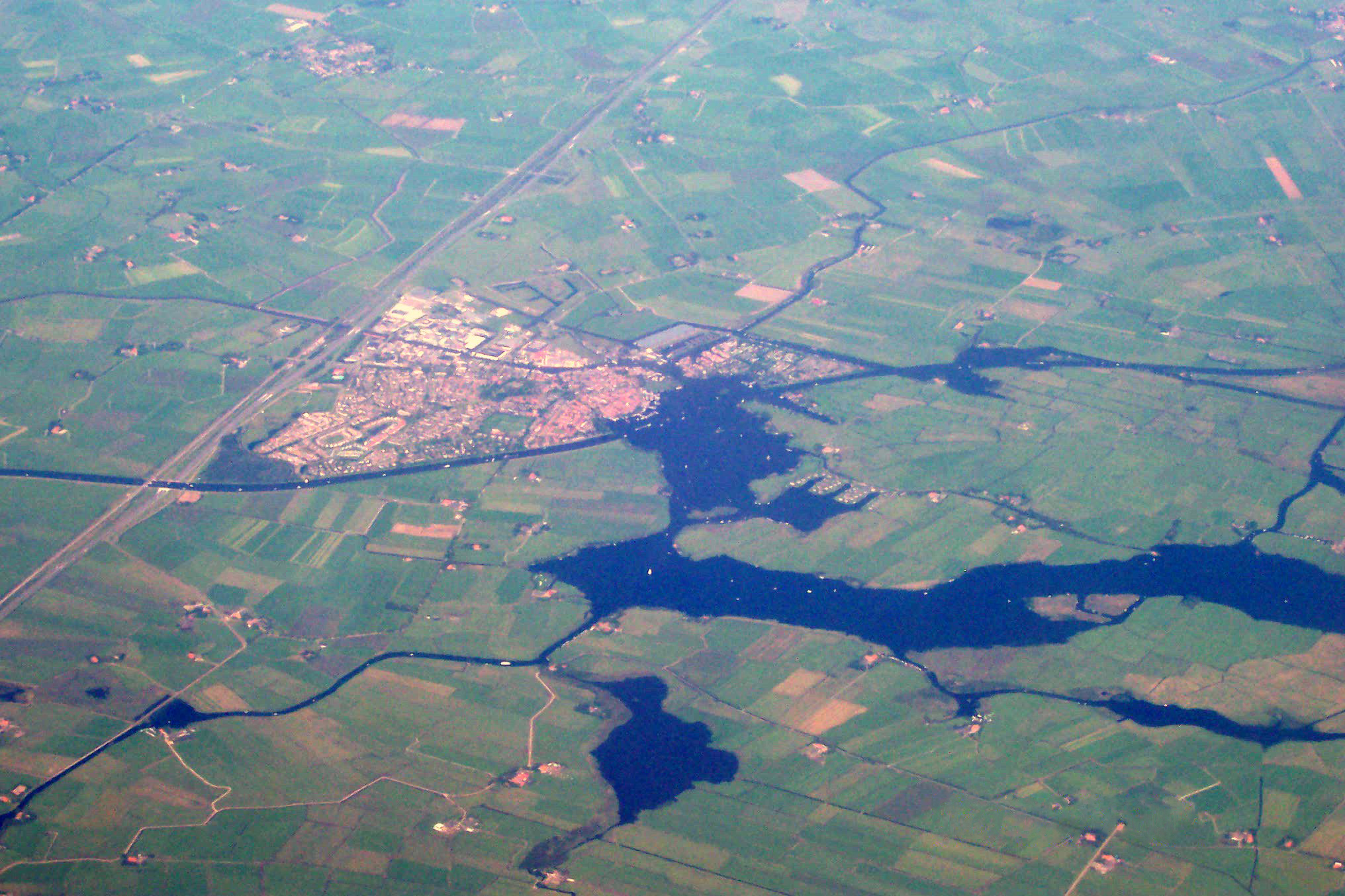
荷勞空照圖

荷勞是荷蘭菲仕蘭省的一個村莊，2014年起屬於呂伐登市鎮。2017年有人口5,655人。荷勞是荷蘭北部其中一個湖泊休息站，五月到九月有來自歐洲其他國家各色各樣的遊艇、船舶沿著湖邊停泊。鎮上亦有運河旅館和露營區供遊客使用。
喜力在當地曾設有一個配送中心，該配送中心已於2004年關閉。